# Corvallis (Montana)
Corvallis es un lugar designado por el censo ubicado en el condado de Ravalli en el estado estadounidense de Montana. En el Censo de 2010 tenía una población de 976 habitantes y una densidad poblacional de 651,96 personas por km².

## Geografía
Corvallis se encuentra ubicado en las coordenadas 46°18′50″N 114°6′42″O / 46.31389, -114.11167. Según la Oficina del Censo de los Estados Unidos, Corvallis tiene una superficie total de 1.5 km², de la cual 1.49 km² corresponden a tierra firme y (0.17%) 0 km² es agua.

## Demografía
Según el censo de 2010, había 976 personas residiendo en Corvallis. La densidad de población era de 651,96 hab./km². De los 976 habitantes, Corvallis estaba compuesto por el 89.96% blancos, el 0.1% eran afroamericanos, el 1.95% eran amerindios, el 0.31% eran asiáticos, el 0.31% eran isleños del Pacífico, el 3.48% eran de otras razas y el 3.89% pertenecían a dos o más razas. Del total de la población el 9.12% eran hispanos o latinos de cualquier raza.